# Cruranthura simplicia
Cruranthura simplicia är en kräftdjursart som beskrevs av Thomson 1946. Cruranthura simplicia ingår i släktet Cruranthura och familjen Paranthuridae. Inga underarter finns listade i Catalogue of Life.